# Nuevo Estadio de Malabo
El Nuevo Estadio de Malabo és un estadi multiusos de la ciutat de Malabo, a la Guinea Equatorial.
Va ser construït al mateix lloc de l'estadi nacional original on els opositors polítics del president inaugural de Guinea Equatorial, Francisco Macías Nguema (1924-1979), van ser afusellats el 24 de desembre de 1969 mentre tocava la cançó «Those Were the Days» de Mary Hopkins als altaveus de l'estadi.
Va ser estrenat el 2007, i serveix sobretot per a partits de futbol. És la seu habitual de la selecció de futbol de Guinea Equatorial. Tenia una capacitat de 15.250 espectadors, fins que es va ampliar a 30.000 de cara a la Copa d'Àfrica de Nacions 2012.
Va ser la seu de la final de la Copa d'Àfrica de Nacions femenina de 2008.